# Неговський Володимир Олександрович
Неговський Володимир Олександрович (19 березня 1909 — 2 серпня 2003) — лікар у СССР, патофізіолог українського походження. Академік РАМН, професор, номінант Нобелівської премії 1989 року, творець науки реаніматології[джерело?], автор багатьох наукових робіт.
1969 обраний членом-кореспондентом, а в 1975 році — дійсним членом Академії медичних наук СРСР. У 1989 році лауреат Нобелівської премії академік Прохоров представляв Неговського на Нобелівську премію.
Неговським та його науковим колективом створена нова медична наука — реаніматологія, яка має як фундаментальне так і прикладне значення. Проведені дослідження природи патології критичних, термінальних, постреанімаційних станів на органному, клітинному і біохімічному рівнях; механізмів розвитку невідновлення мозку і питань його профілактики, неврологічні пошкодження, порушення функцій кровообігу, дихання, ендокринної, імунної системи, гомеостаза при термінальних станах і подальше відновлення життєвих функцій організму.
Створена наукова школа, представлена дослідниками, які працюють в області  клінічної патофізіології критичних, термінальних, постреанімаційних станів, науковців, які вивчають клінічні аспекти реаніматології. Завдяки науковим розробкам Неговського сучасна реаніматологія стала невід'ємною частиною практичної охорони здоров'я.

## Ранні роки

### Дитячі роки
Народився 19 березня 1909 року в місті Козелець Чернігівської губернії в сім'ї вчителів Козелецької гімназії Олександра і Варвари Неговських. В сім'ї було 9 дітей: чотири сини і п'ять доньок. Один із братів — науковець-селекціонер, доктор біологічних наук Микола Неговський (1911—1995).
Проживали Неговські в пришкільній квартирі. Сім'я мала велике господарство, тому Володимир ніколи не цурався ніякої праці.
Завядки матері Варварі Семенівні Володимир Неговський мав правильну російську вимову, був обізнаний у сферах класичної музики, живопису.
У 12 років з хлопцем трапився лихий випадок — перед Вербною Неділею він провалився під лід на р. Остер та тяжко захворів на туберкульоз кісток. За рік переніс 7 операцій, 13 місяців пролежав у Київському інституті туберкульозу, але вижив, хоча ходити міг лише на милицях. Атмосфера Чернігівської лікарні, смерті дітей, з якими  подружився, від туберкульозу підштовхнули до думки — стати лікарем і створити таку лікарню, в якій не буде моргу.

### Навчання у Москві
Батьки, після закінчення гімназії у 1928 році, підтримали прагнення сина стати лікарем і дали йому на дорогу в Москву 13 рублів хліб і сало. Вони швидко закінчилися і Володимир тиждень поки здавав екзамени жив з жебраками на паперті храму Христа Спасителя та харчувався помідорами.
Все ж хлопець вступив до Другого медичного інституту Москви (в той час медичний факультет 2-го Московського університету)
Під час навчання в інституті під впливом академіка Богомольця, який займався загальними проблемами біології і медицини, писав про боротьбу за життя, виступав з доповідями про необхідність долати смерть, Володимир захопився ідеєю, що смерть можна перемогти. Ще будучи зовсім молодою людиною, він твердо вирішив, що проблема продовження життя, подолання смерті може стати змістом його діяльності.

## Становлення лікарем

### Перша практика
У 1933 році після закінчення інституту працював практикуючим лікарем. 1934 року став молодшим науковим співробітником лабораторії патофізіології в Інституті переливання крові й захопився  науковою роботою. Він брав участь у всіх дослідах з оживлення організму, що проводяться в інституті.
По закінченню інституту В. О. Неговський  з січня по червень 1934 року працював лікарем медпункту Високовської фабрики Клинського району московської області. З червня 1934 по вересень 1935року — науковим співробітником Центрального інституту гематології і переливання крові  в лабораторії професора С. С. Брюхоненко, одного з винахідників першого апарата штучного кровообігу. Ідеї боротьби зі смертю все більше захоплювали молодого вченого. У 1936 році він написав листа Голові Раднаркому СРСР В. М. Молотову й наказом Наркомздраву СРСР від 26 серпня 1936 року при Інституті нейрохірургії Н. Н. Бурденка, створена перша в світі науково-дослідницька Лабораторія по вивченню процесів умирання та оживлення.

### Перші спроби реанімації
В роки Другої світової війни (1941—1945 рр.), В. Неговський організував фронтову медичну бригаду і йому вперше  вдається оживити пораненого бійця- зв'язківця  В. Черепанова, який знаходився в стані клінічної смерті, а потім ще десятки бійців, звичайних людей і навіть академіка Л. Д. Ландау.
У своїх кандидатській (1942) та докторській (1943) дисертаціях він висловив основні положення патофізіології термінальних станів і принципи комплексного методу оживлення організму, що одержав надалі клінічне впровадження. У роки Другої світової війни лікар організував фронтову бригаду, у складі якої виїжджав в діючу армію і вперше добився повноцінного оживлення близько 50 поранених, що знаходяться в стані агонії або клінічної смерті. Вперше було показано, що оживлення організму має стати не випадковим і рідкісним епізодом, а систематичною постійною роботою.
У післявоєнні роки значно розширилася практична діяльність лабораторії, 1946 року в хірургічній клініці А. Н. Бакулева почали створювати клінічні реанімаційні центри. 1952 року за наукові дослідження і розробку методів відновлення життєвих функцій організму, в стані агонії і клінічної смерті В. О. Неговський був удостоєний двох Державних премій СРСР.

## Лабораторія загальної реаніматології
Лабораторія проводила велику науково-методичну і науково організаційну роботу. Видала 9 методичних листів та інструкцій, посібник «Основи реаніматології», який витримав три перевидання. 1958 року за сприяння міністра Ковригиної розсилається інструктивний лист про організацію в клініках спеціальних підрозділів реанімації. Створюються мобільні бригади реанімації, оснащені апаратурою для підтримки дихання, переливання крові, дефібріляції серця.
Через ординатуру готувалися лікарі реаніматологи. З 1976 року Науково-дослідницька лабораторія загальної реаніматології АМН СРСР була головною і очолювала роботу загальносоюзної проблемної комісії «Екстремальні і термінальні стани» та проблемної комісії «Наукові основи реаніматології». Розроблялися перспективні плани наукових досліджень з цих проблем, їх розробкою займалися 40 медичних  науково-дослідницьких закладів та інститутів.
Лабораторія організувала шість конференцій та симпозіумів, чотири з яких були міжнародними. Співробітники Лабораторії самі брали участь у міжнародних конференціях, симпозіумах, конгресах, проводили обмін досвідом з колегами з соціалістичних і капіталістичних країн: професорами Хоссманом і Хіршем  (ФРН), Норландером, Сише, Інгваром (Швеція), Лабори і Мійо (Франція), Коррадо і Манни (Італія), Поргенсоном (Данія), Прайором, Брайерлем (Англія), Саффаром, Стівенсеном, Уайтом (США)

## Внесок у розвиток реаніматології
В. Неговський виступав з основними доповідями на багатьох вітчизняних і міжнародних конгресах та симпозіумах, присвячених інтенсивній терапії та реанімації. Узагальнення результатів власних досліджень, а також досліджень вітчизняних і зарубіжних вчених дало підстави В.Неговському на Міжнародному конгресі травматологів в Будапешті в 1961 році заявити про появу нової медичної науки — реаніматології
Ефект лікувальної роботи відділення реанімації  науково-дослідницької Лабораторії по вивченню процесів умирання та оживлення за 22 роки характеризувався наступними результатами, за цей час на лікуванні знаходилося 12 475 хворих у термінальних станах, з них 8 221 хворий повернувся до життя і праці (65,9 %).  350 хворих були в стані клінічної смерті, серед них кількість тих, що одужали 35 %. В динаміці років ефективність лікування виросла з 21,4 до 37,9 %. Розроблена в Лабораторії система реабілітаційної терапії звела до мінімуму постреанімаційні психоневрологічні ускладнення та інвалідність.
Академік був  членом кореспондентом Тулузької Академії наук і мистецтв –квітень 1961 р., Доктором Honoris Causa, обраний Польською Академією наук — 1974 р., членом кореспондентом Словенської академії наук і мистецтв -1983 року, Почесним членом секції німецького анестезіологів німецького об'єднання клінічної медицини –1966року, Почесний член Польського об'єднання хірургів — 1964 року, Почесним членом Польського об'єднання анестезіологів-1973 року, член Німецького об'єднання невідкладної медичної допомоги 1988 року. Почесний член Чехословацького  медичного об'єднання ім. Я. Пуркіньє- 1965 року, Почесний член Об'єднання анестезіологів та реаніматорів Росії, Почесний член Об'єднання патофізіологів Росії та ін..
До самої смерті 2 серпня 2003 року Володимир Неговський залишався радником першого у світі Науково-дослідного інституту загальної реаніматології.

## Нагороди
- Лауреат двох державних премій СРСР (1952, 1970рр)
- Орден Червоної Зірки (1945 р.)
- Орден «За заслуги перед Батьківщиною» (1996 р.)

- Орден Леніна (1986 р.)
- Орден Трудового Червоного Прапора (1976 р.)
- Орден Вітчизняної війни II ступеня (1985 р.)
- Орден «Знак Пошани» (1946 р.)
- Орден «За заслуги перед Вітчизною» IV ступеня і багатьма медалями.

## Найважливіші публікації відомого вченого
- Неговский В. А. Восстановление жизненных функций организма, находящегося в состоянии агонии или периоде клинической смерти. — М., 1943. — 170 с. Издана на англ. яз. с журнале «Amer.Rev.Sov.Med.» -1945-1946(Д)
- Неговский В. А. Опыт терапии состояний агонии и клинической смерти в войсковом районе. –М., 1945. -94 с.
- Неговский В. А. Патофизиология и терапия агонии и клинической смерти — М.: Медгиз, — 1954. — 254 с. Издана в Голландии (1954), на румынс. яз. (1955), на польск. яз. (1956), на нем. яз. (1959)
- Неговский В. А. Оживление организма и искусственная гипотермия — М..: Медгиз, 1960. — 302 с. Издана на анг. яз. (1962), на испан. яз. (1967)
- Основы реаниматологии / Под ред. В. А. Неговского. — М.: Медицина, 1966. — 397 с. Издана на югосл. яз (1970).
- Основы реаниматологии /Под ред. В. А. Неговского. Изд. 2., перераб. и доп. — М.: Медицина, 1975. — 360 с.
- Основы реаниматологии /Под ред. В. А. Неговского. Изд. 3., перераб. и доп. — Ташкент: Медицина, -1977. — 600 с.